# Iranian Journal of Basic Medical Sciences
Das Iranian Journal of Basic Medical Sciences, abgekürzt Iran. J. Basic Med. Sci., ist eine wissenschaftliche Fachzeitschrift, die von der medizinischen Fakultät der Firdausi-Universität Maschhad veröffentlicht wird. Die Zeitschrift erscheint derzeit mit zwölf Ausgaben im Jahr im Open Access. Es werden Arbeiten veröffentlicht, die sich mit medizinischer Grundlagenforschung beschäftigen.
Der Impact Factor lag im Jahr 2014 bei 1,228. Nach der Statistik des ISI Web of Knowledge wird das Journal mit diesem Impact Factor in der Kategorie Pharmakologie und Pharmazie an 198. Stelle von 254 Zeitschriften und in der Kategorie experimentelle und forschende Medizin an 98. Stelle von 123 Zeitschriften geführt.